# Norfolk (Automarke)

Norfolk von 1904

Norfolk war eine britische Automarke.

## Unternehmensgeschichte
Das Unternehmen A. Blackburn & Co aus Cleckheaton in West Yorkshire begann 1904 mit der Produktion von Automobilen. 1905 endete die Produktion.

## Fahrzeuge
Es wurden die Modelle 10 HP und 12 HP hergestellt. Beides waren mit Zweizylindermotoren ausgestattet. Beim kleineren Modell ergab sich aus 88 mm Bohrung und 120 mm Hub ein Hubraum von 1460 cm³, bei größeren Modell aus 95 mm Bohrung und 120 mm Hub 1701 cm³ Hubraum.
Ein Fahrzeug dieser Marke nimmt gelegentlich am London to Brighton Veteran Car Run teil.